# مارجريت سكينيدر
مارجريت فرانسيس سكينيدر (28 مايو 1892 - 10 أكتوبر 1971) كانت ثورية ونسوية ولدت في كوتبريدج، اسكتلندا. حاربت في ثورة عيد الفصح عام 1916 في دبلن كقناصة، بالإضافة لعدة أدوار أخرى، كما كانت الأنثى الوحيدة التي أُصيبت خلال العملية. وككشافة، أُشيد بها لشجاعتها. أشارت إليها سادهاب واليش في نيويورك تايمز على أنها «تحولت من معلمة مدرسية إلى قناصة».

## حياتها السابقة
ولدت مارجريت فرانسيس سكينيدر في عام 1892 لأبوين إيرلنديين في بلدة لاناركشاير في كوتبريدج. تلقت تدريبًا لتصبح مدرّسة للرياضيات وانضمت إلى المجلس النسائي (كومان نا مبان) في غلاسكو. كما شاركت في حركة حق المرأة في التصويت، بما في ذلك احتجاج في سجن بيرث.  ومن المفارقات أنها تعلمت إطلاق النار في نادٍ للبنادق  أُنشئ في الأصل حتى تتمكن النساء من المساعدة في الدفاع عن الإمبراطورية البريطانية. خلال رحلاتها إلى أيرلندا، تأثرت سكينيدر بكونستانس ماركيفيتش ونشطت في تهريب المتفجرات ومعدات صنع القنابل إلى دبلن استعدادًا لثورة عيد الفصح عام 1916. قضت مع مادلين فرنش مولن، وقتًا في التلال حول دبلن لاختبار الديناميت.
عندما أظهرت ماركيفيتش لسكينيدر «أفقر جزء من دبلن»، كتبت: «لا أعتقد أن هناك مكانًا أسوأ في العالم». كان الشارع «فارغًا مليئًا بمياه الصرف الصحي والقمامة»، وكان المبنى «مليئًا بالثقوب كما لو كان تحت نيران القنابل».

## ثورة عيد الفصح
عملت سكينيدر بنحو مختلف كرسول رسائل (غالبًا ما تنكرت بزي صبي) وقناصًا، وشاركت في معركة ضد الجيش البريطاني في ثكنة كلية الجراحين وسانت ستيفن غرين تحت قيادة الجنرال مايكل مالين وماركيفيتش. كان تحت إمرتها أربعة رجال. يقال إن سكينيدر كانت بارعة في الرماية.
أُصيبت بجروح خطيرة عندما أُطلق عليها النار ثلاث مرات وهي تحاول إحراق منازل في شارع هاركورت لمحاولة منع انسحاب الجنود البريطانيين الذين وضعوا مركزًا لمدفع رشاش على سطح الكنيسة الجامعية. عالج جراحها نورا أودالي ومادلين فرنش مولن، الذين قدموا الإسعافات الأولية في ثكنة كلية الجراحين.

وصفت نورا كونولي أوبراين دور سكينيدر في هذه الثورة:
عندما خرجوا لمهاجمة عش القناصة كانت هي المسؤولة عن الفرقة. كان وليام بارتريدج، وهو رجل مشهور جدًا في حركة الطبقة العاملة، هناك ووافق هو وأعضاء آخرون في الفرقة على أن تكون هي المسؤولة.
في سيرتها الذاتية، ترك أثري من أجل أيرلندا، وصفت سكينيدر نفسها بوضوح بدورها كقناص في سانت ستيفن غرين في ثورة عيد الفصح:
كان الظلام هناك، مليئًا بالدخان وضجيج إطلاق النار، لكن كان من الجيد المشاركة في الثورة. كان بإمكاني النظر عبر قمم الأشجار ورؤية الجنود البريطانيين على سطح شيلبورن. كان بإمكاني أيضًا سماع صوت رصاصهم ينهمر على سقف وجدار الحصن. ورأيت أكثر من مرة سقوط رجال كنت استهدفهم.
من حيث دورها كامرأة تشارك في العمل العسكري، قالت سكينيدر:
وافق القائد مالين أخيرًا، وإن لم يكن عن طيب خاطر، لأنه لم يرغب في ترك امرأة تخوض هذا النوع من المخاطر. كان جوابي على هذه الحجة أن لنا الحق في المخاطرة بحياتنا مثل الرجال. وأنه في دستور جمهورية أيرلندا، كانت المرأة متساوية مع الرجل. ولأول مرة في التاريخ، كُتب بالفعل دستور يتضمن مبدأ المساواة في الاقتراع.
اقتبس رئيس شين فين، جيري آدمز، كلمات سكينيدر في خطابه عام 2006 إلى المجلس الأعلى في شين فين.
أُصيبت سكينيدر بجروح بالغة خلال ثورة عيد الفصح، أُطلاق النار عليها 3 مرات، حيث فوتت إحدى الرصاصات عمودها الفقري فقط بربع بوصة. قُتل إلى جانبها، فريد رايان البالغ من العمر 17 عامًا. كانت ترقد في الشارع تحتضر، وحملها زملائها المتمردون إلى كلية الجراحين، حيث احتُجزت حتى صدور أمر الاستسلام، وبعد ذلك نُقلت  إلى مستشفى سانت فينسينت على الجانب الآخر من جرين. خلال الأسبوعين التاليين، عانت سكينيدر بشكل رهيب. حيث أن الرصاصات التي أصابتها كانت متفجرة، وانتشرت بعد دخولها جسدها. عُلجت جروحها بمادة مسببة للتآكل، ونتيجة استخدامها بكثرة، أزالوا كل الجلد من ظهرها وجانبها. علاوة على ذلك كان عليها أن تقاوم الحمى وذات الرئة.
بينما كان كل هذا يحدث، أُبلغ والديها عن طريق الخطأ بأن سكينيدر قُتلت أو أصيبت بالشلل. حيث ظن وليام بارتريدج، الرجل الذي أنقذ حياتها، أنها ماتت متأثرة بجراحها بعد أن تركها، وكان يصلي لها كل ليلة في السجن. لم يتضح الأمر إلى أن ذهبت نورا وإينا كونولي لزيارتها في المستشفى.
بعد قضاء عدة أسابيع في المستشفى، تمكنت من الفرار من حراسها قبل أن تحصل على تصريح سفر من قلعة دبلن مكنها من العودة إلى اسكتلندا. خلال هذا الوقت زارت بعض السجناء المتمردين المحتجزين في سجن ريدنج في إنجلترا.

## وصلات خارجية
- مؤلفات مارجريت سكينيدر في مشروع غوتنبرغ